# Coupe de Yougoslavie féminine de volley-ball
La Coupe de Yougoslavie de volley-ball féminin s’est disputée de 1958 à 1991, soit durant l’existence de la Yougoslavie.

## Historique
- Une première coupe nationale (Zimski Kup), exclusivement masculine, a été disputée en 1950.
- La coupe de Yougoslavie dans sa formule durable (Kup Jugoslavije) a été créée lors de la saison 1958-1959. Ses premières années ont été chaotiques — elle n'a pas été décernée pendant une période —, et n'est stable que depuis 1971 (avec un hiatus en 1976). De plus, les différentes formules pratiquées ont parfois donné deux vainqueurs dans une même année civile. La compétition féminine n'a pas été disputée en 1971
- La coupe de Yougoslavie a disputé sa dernière saison en 1990-1991 en raison de la dissolution du pays et de l'indépendance des différents États la constituant.

## Palmarès
| Année    | Vainqueur                | Score                            | Finaliste                |
| -------- | ------------------------ | -------------------------------- | ------------------------ |
| 1959     | Partizan Belgrade        |                                  |                          |
| 1960     | Partizan Belgrade        |                                  |                          |
| 1960- 61 | Étoile rouge de Belgrade |                                  |                          |
| 1961     | Étoile rouge de Belgrade |                                  |                          |
| 1962     | Étoile rouge de Belgrade |                                  |                          |
| 1963     | DTV Partizan Klek        |                                  |                          |
| 1964- 71 | compétition non disputée | compétition non disputée         | compétition non disputée |
| 1972     | Étoile rouge de Belgrade |                                  |                          |
| 1973     | Partizan Rijeka          |                                  |                          |
| 1974     | Étoile rouge de Belgrade | 3 - 0 (15-9, 15-10, 15-2)        | Radnički Beograd         |
| 1975     | ŽOK Rijeka               | 3 - 1 (14-16, 15-6, 15-12, 15-6) | Radnički Beograd         |
| 1976     | Étoile rouge de Belgrade | Round-robin                      | Radnički Beograd         |
| 1977     | ŽOK Rijeka               | Round-robin                      | Radnički Beograd         |
| 1978     | ŽOK Rijeka               | Round-robin                      | ŽOK Vukovar              |
| 1979     | Étoile rouge de Belgrade | Round-robin                      | Radnički Beograd         |
| 1980     | Radnički Beograd         | Round-robin                      | Étoile rouge de Belgrade |
| 1981     | Mladost Zagreb           | Round-robin                      | ŽOK Vukovar              |
| 1982     | Étoile rouge de Belgrade | Round-robin                      | Paloma Branik            |
| 1983     | Étoile rouge de Belgrade | Round-robin                      | Paloma Branik            |
| 1984     | Mladost Monter           | Round-robin                      | Paloma Branik            |
| 1985     | Mladost Monter           | Round-robin                      | Paloma Branik            |
| 1986     | Mladost Monter           | Round-robin                      | Étoile rouge de Belgrade |
| 1987     | Radnički Beograd         | Round-robin                      | Paloma Branik            |
| 1988     | Mladost Monter           | Round-robin                      | Paloma Branik            |
| 1989     | Mladost Monter           | Round-robin                      | Paloma Branik            |
| 1990     | Mladost Monter           | Round-robin                      | Paloma Branik            |
| 1991     | Étoile rouge de Belgrade | Round-robin                      | ŽOK Modriča              |